# Leucania calidior
Leucania calidior är en fjärilsart som beskrevs av Forbes 1936. Leucania calidior ingår i släktet Leucania och familjen nattflyn. Inga underarter finns listade i Catalogue of Life.